# Kecamatan Pabuaran (distrikt i Indonesien, Banten)
Kecamatan Pabuaran är ett distrikt i Indonesien.   Det ligger i provinsen Banten, i den västra delen av landet, 90 km väster om huvudstaden Jakarta.